# پتروس گالاکتوپولوس
پتروس گالاکتوپولوس (انگلیسی: Petros Galaktopoulos؛ زادهٔ ۷ ژوئن ۱۹۴۵) کشتی‌گیر اهل یونان است.